# Prisionera
Prisionera é uma telenovela estadunidense produzida e exibida pela Telemundo entre 10 de março e 6 de dezembro de 2004.
Se trata de um remake da novela venezuelana María Fernanda, produzida pela Venevisión em 1981. Foi uma versão livre da novela brasileira Dancin' Days.
Foi protagonizada por Gabriela Spanic, Mauricio Islas e Gabriel Porras e antagonizada por Diana Quijano, Daniel Lugo, Gabriela Roel, Yina Vélez, Alejandro Chabán e Carlos Caballero.

## Sinopse
Guadalupe Santos é uma menina linda que é condenada à prisão depois de ter sido condenada por ter matado o homem que a estuprou. Enquanto está na prisão, Guadalupe dá à luz uma menina, um produto dessa violação e, devido à situação dela, ela a entrega à irmã mais velha para que ela possa cuidar dela até conseguir liberdade. Na prisão, eu tinha um amigo chamado Nacha. Quinze anos depois, Guadalupe recebe um perdão por seu bom comportamento, mas antes de ser executada, ela é forçada a escapar. Durante a fuga, Guadalupe cruza a fronteira do México com os Estados Unidos, onde conhece Daniel Moncada, que a resgatou durante sua fuga da polícia e com quem tem uma paixão à primeira vista. A partir desse momento, Guadalupe e Daniel embarcam em uma aventura cheia de situações engraçadas, adversas, perigosas e dramáticas. Ambos se apaixonarão loucamente,
Este amor entre Guadalupe e Daniel envolveu outros fatores que complicarão a vida dos protagonistas, como a presença de Rosalía romina alvarez de Moncada, a mãe de Daniel que está convencida da culpa de Guadalupe quanto à morte de seu filho Ernesto, que é o homem que a estuprou quando era uma menina. Há também a presença de Lucero Ríobueno, também chamado Lulú, que é a referida viúva. E para superar isso, Milagros, a irmã de Guadalupe, reluta em deixar Libertad e contar a verdade sobre sua mãe real, o que motivará Guadalupe a tomar suas garras e enfrentar o mundo para provar sua inocência e recuperá-la filha
Esta é a história do amor de uma mãe disposta a fazer qualquer coisa para ganhar o amor de sua filha. O amor de uma mulher capaz de desafiar o destino para o homem que ama.

## Produção
Durante as gravações da novela, o ator Mauricio Islas teve fortes problemas envolvendo a atriz Génesis Rodríguez, onde ele foi acusado de estuprá-la. Este fato fez com que o ator fosse parar na prisão por alguns dias. Mediante o escândalo, a direção da novela decidiu demitir Maurício. Gabriel Porras foi o ator escolhido para substituir Mauricio Islas. Ele entrou na trama levando o mesmo nome.

## Elenco
- Gabriela Spanic - Guadalupe Santos / Guadalupe Lujan
- Mauricio Islas - Daniel Moncada # 1
- Gabriel Porras - Daniel Moncada # 2
- Gabriela Roel - Milagros Santos de Salvatierra
- Zully Montero - Rosalía Ríobueno viuda de Moncada
- Diana Quijano - Lucero "Lulú" Ríobueno
- Génesis Rodríguez - Libertad Salvatierra Santos / Guadalupe Santos
- Daniel Lugo - Rodolfo Russián
- Ricardo Dalmacci - Francisco "Pancho" Salvatierra
- Alfonso DiLuca - Tito Cabello
- Carlos Caballero - Cobra
- Liz Gallardo - Monalisa García
- Jullye Giliberti - Ignacia 'Nacha' Vergara
- Marisela González - Antonia la Tuerta
- Alexandra Acosta - Helena Montenegro de Moncada
- Yina Vélez - Jennifer Robinson
- César Román - Luis "Lucho"
- Griselda Nogueras - Maté
- Gerardo Riverón - Padre Antonio
- Marta Mijares - Mercedes Reyes
- Roberto Levermann - Máximo Gallardo
- William Colmenares - Tatam
- Carla Rodríguez - Adela Reyes
- Rebecca Montoya - Patricia "Patty" Salvatierra
- Marcela Serna - Berenice Reyes
- Alejandro Chabán - Ronaldo "Rony" Simancas
- Patricia Álvarez - Sandy Simancas
- Jorge Martínez - Ricardo Montenegro
- Ricardo Chávez - Santiago Mesa
- Yaxkin Santalucía - Teodoro "Tedy" Villamizar
- Jana Martínez - Madre Emilia
- Nelson Díaz - Inocencio Ramírez
- Alfonso Diluca - Tito Cabello
- Alcira Gil - Otilia
- Guisela Moro - Amiga de Helena
- Jose Luis Navas - Richard
- Calo Rodríguez - Manuel
- Gwendy Rodríguez - Carmela
- Katalina Krueger - Mariana
- Rosalinda Rodríguez - Tarántula'
- Yadira Santana - Caridad
- Gonzalo Garcia Vivanco - Dr. Alberti
- Carla Sánchez - Trina
- Nury Flores - Samantha
- David Abreu - Orson